# 向量值微分形式
数学中，流形 M 上一个向量值微分形式（vector-valued differential form）是 M 上取值于一个向量空间 V 的微分形式。更一般地，它是取值于 M 上某个向量丛 E 的微分形式。通常的微分形式可以视为 R-值微分形式。向量值微分形式是微分几何中的自然对象并有广泛的应用。

## 正式定义
设Μ是一个光滑流形，{\displaystyle \mathrm {E} \to \mathrm {M} }是Μ上一个光滑向量场。我们记一个丛Ε截面的空间为{\displaystyle \Gamma (\mathrm {E} )}。一个阶数为ρ的Ε-值微分形式是Ε与{\displaystyle \wedge ^{\rho }(\mathrm {T} ^{*}\mathrm {M} )}，Μ的余切丛的ρ-次外幂，的张量积丛的一个光滑截面。这样的形式的空间记作
{\displaystyle \Omega ^{\rho }(\mathrm {M} ,\mathrm {E} )=\Gamma (\mathrm {E} \otimes \wedge ^{\rho }\mathrm {T} ^{*}\mathrm {M} ).\,}
习惯上一个E-值 0-形式就是丛E的一个截面。即
{\displaystyle \Omega ^{0}(\mathrm {M} ,\mathrm {E} )=\Gamma (\mathrm {E} ).\,}
等价地，一个E-值微分形式可以定义为一个完全斜对称的丛态射
{\displaystyle \mathrm {T} \mathrm {M} \otimes \cdots \otimes \mathrm {T} \mathrm {M} \to \mathrm {E} .}
设V是一个给定的向量空间。一个阶数为ρ的V-值微分形式是一个取值于平凡丛{\displaystyle \mathrm {M} \times V}的微分形式。这样的形式的空间记作{\displaystyle \Omega ^{\rho }(\mathrm {M} ,V)}。当{\displaystyle V=\mathbf {R} }我们重新得到了通常的微分形式。

## 向量值形式的运算

### 拉回
与通常的形式一样，对向量值形式我们可以定义通过光滑映射的拉回。N 上 E-值形式通过一个光滑映射 φ : M → N 的拉回是 M 上一个 (φ*E)-值形式，这里 form on M, where φ*E 是 E 通过 φ 的拉回丛。
公式和通常的情形一样。对 N 上任何一个 E-值 p-形式 ω， 拉回 φ*ω 由
{\displaystyle (\varphi ^{*}\omega )_{x}(v_{1},\cdots ,v_{p})=\omega _{\varphi (x)}(\mathrm {d} \varphi _{x}(v_{1}),\cdots ,\mathrm {d} \varphi _{x}(v_{p}))}
给出。

### 楔积
与通常微分形式一样，可以定义向量值形式的楔积。一个 E1-值 p-形式与一个 E2-值 q-形式的楔积是一个自然的 (E1⊗E2)-值 (p+q)-形式:
{\displaystyle \wedge :\Omega ^{p}(M,E_{1})\times \Omega ^{q}(M,E_{2})\to \Omega ^{p+q}(M,E_{1}\otimes E_{2}).}
定义就和通常的微分形式一样，只不过实数乘法为张量积取代：
{\displaystyle (\omega \wedge \eta )(v_{1},\cdots ,v_{p+q})={\frac {1}{p!q!}}\sum _{\pi \in S_{p+q}}\operatorname {sgn}(\pi )\omega (v_{\pi (1)},\cdots ,v_{\pi (p)})\otimes \eta (v_{\pi (p+1)},\cdots ,v_{\pi (p+q)}).}
特别地，一个通常（R-值）p-形式与一个 E-值 q-形式的张量积自然是一个 E-值 (p+q)-形式（因为 E 与平凡丛 M × R 的张量积自然同构于 E）。对 ω ∈ Ωp(M) 和 η ∈ Ωq(M, E) 我们有通常的交换关系：
{\displaystyle \omega \wedge \eta =(-1)^{pq}\eta \wedge \omega .}
一般地，两个 E-值形式的楔积不是另一个 E-值形式，而是一个 (E⊗E)-值形式。但是，如果 E 是一个代数丛（也就是一个代数的丛而不仅仅是向量空间）则与 E 中的乘法复合得到一个 E-值形式。如果 E 是一个交换结合代数，则在此修改后的楔积下，所有 E-值微分形式的集合
{\displaystyle \Omega (M,E)=\bigoplus _{p=0}^{\dim M}\Omega ^{p}(M,E)}
成为一个分次交换结合代数。如果 E 的纤维不交换则 Ω(M,E) 不是分次交换的。

### 外导数
对任何向量空间 V，V-值微分形式上有一个自然的外导数。这只不过是通常的外导数作用在关于 V 的任何一个基的分量上。具体地说，如果 {eα} 是 V 的一个基，则 V-值 p-形式 ω = ωαeα 的微分为：
{\displaystyle d\omega =(d\omega ^{\alpha })e_{\alpha }.\,}
V-值形式的外导数完全由通常的关系刻画：
{\displaystyle {\begin{aligned}&d(\omega +\eta )=d\omega +d\eta \\&d(\omega \wedge \eta )=d\omega \wedge \eta +(-1)^{p}\,\omega \wedge d\eta \qquad (p=\deg \omega )\\&d(d\omega )=0.\end{aligned}}}
更一般地，上面的注可应用于 M 上任何平坦向量丛（即一个转移函数是常数的向量丛） E 之 E-值形式。上面定义的外微分是 E 的任何局部平凡化。
如果 E 不是平坦的则 E-值形式上没有自然的外微分。需要在 E 上选取一个联络。E 上一个联络是一个将 E 的界面变为 E-形式的线性微分算子：
{\displaystyle \nabla :\Omega ^{0}(M,E)\to \Omega ^{1}(M,E).}
如果 E 装备有一个联络 ∇，则有惟一的一个共变外微分延拓了 ∇
{\displaystyle d_{\nabla }:\Omega ^{p}(M,E)\to \Omega ^{p+1}(M,E).\,}
共变外微分由线性与等式
{\displaystyle d_{\nabla }(\omega \wedge \eta )=d_{\nabla }\omega \wedge \eta +(-1)^{p}\,\omega \wedge d\eta }
刻画，这里 ω 是一个 E-值 p-形式而η 是一个通常的 q-形式。一般地，不一定有 d∇2 = 0。事实上，这当且仅当联络 ∇ 平坦（即曲率消失）。

## 李代数值形式
向量值形式一个重要的特例是李代数值形式。设 {\displaystyle {\mathfrak {g}}} 是一个李代数，则有 {\displaystyle {\mathfrak {g}}}-值形式。这样的形式在主丛的联络以及嘉当联络的理论中有重要应用。
因为任何李代数有一个双线性李括号运算，两个李代数值形式的楔积可与李括号运算复合得到另一个李代数值形式。这个运算通常记为 [ω∧η]，表明涉及两个运算。例如如果  ω 和 η 是李代数值 1-形式，则有
{\displaystyle [\omega \wedge \eta ](v_{1},v_{2})=[\omega (v_{1}),\eta (v_{2})]-[\omega (v_{2}),\eta (v_{1})].}
在此运算下一个流形 M 上所有李代数值形式成为一个分次李超代数。

## 主丛上的基本或张量性形式
设 E → M 是 M 上一个秩 k 光滑向量丛，π : F(E) → M 是 E（相伴的）标架丛。E 通过 π 的拉回同构于平凡丛 F(E) × Rk。从而，M 上一个 E-值形式的拉回决定了 F(E) 上一个 Rk-值形式。不难检验这个拉回形式关于 GLk(R) 在 F(E) × Rk 上的自然作用左等变，且在铅直向量取值上为零（F(E) 位于核 dπ 中的切向量）。F(E) 上这样的向量值形式之重要足以获得一个特别的名字：他们被称为 F(E) 上的基本或张量性形式。
设 π : P → M 是一个（光滑）主 G-丛，令 V 是一个固定的向量空间以及表示 ρ : G → GL(V)。P 上一个 ρ 型基本或张量性形式是水平且等变的，如果：
1. {\displaystyle (R_{g})^{*}\omega =\rho (g^{-1})\omega \,} 对所有 g ∈ G，且
2. {\displaystyle \omega (v_{1},\ldots ,v_{p})=0} 其中至少有一个 vi 是铅直的（即 dπ(vi) = 0）。

这里 Rg 表示通过 g ∈ G 的左平移。注意这对 0-形式第二个条件是空虚的真。
给定 P 和 ρ 如上，我们定义构造相伴丛 E = P ×ρ V。P 上的张量性形式一一对应于 M 上的 E-值形式。与主丛 F(E) 的情形一样，M 上 E-值形式拉回到 P 上的 V-值形式，这正好是 P 上的 ρ 型基本或张量性形式。反之给定 P 上任何一个 ρ 型张量性形式我们直接地可以构造 M 上的相应的 E-值形式。